# Віолетт Ледюк
Віолетт Ледюк (фр. Violette Leduc, 7 квітня 1907, Аррас, Па-де-Кале, Франція — 28 травня 1972, Фокон, Воклюз, Франція) — французька авторка.

## Життєпис
Народилася в Аррасі, Па-де-Кале, Франція, 7 квітня 1907 року. Вона була незаконнонародженою дочкою слуги, Берте Ледюк та сином багатої протестантської родини у Валансьєні Андре Дебаралле. Родина Андре Дебаралле згодом відмовилася її легітимізувати. У Валансьєні Віолетта провела більшу частину свого дитинства. З дитинства страждала від поганої самооцінки, посиленої ворожістю матері. У неї склалися дружні стосунки з бабусею Фіделіною, яка померла коли Ледюк була маленькою дитиною, та тіткою по материнській лінії Лорі.
Її освіта розпочалася в 1913 році, але була перервана Першою світовою війною. Після війни вона продовжила навчання в школі-інтернат, Коледж де Дуе. В інтернаті вона пережила лесбійські стосунки зі своєю однокласницею «Ізабель П», яку Ледюк згодом адаптувала до першої частини її роману «Винищення», а потім «Терези та Ізабель» 1966 року. В Коледжі Дуе вона познайомилася з першими літературними пристрастями: російською класикою, потім Кокто, Гідом, Дюамелем, Прустом і Рембо.
У 1925 році Ледюк зав'язала роман із Деніз Гертжес — керівницею у Коледжі, що була на чотири роки старша за неї. Пізніше роман був виявлений, і Гертжес звільнили з роботи через інцидент.
У 1926 році Ледюк разом з матір'ю і вітчимом переїхала до Парижа і вступила до Ліцею Расін. Того року вона не склала іспит на бакалавра і почала працювати службовцем пресслужб та секретарем у видавцях Плона. Згодом стала письменницею новин про їх публікації. Вона дев'ять років продовжувала жити у передмісті Парижа з Гертжес. Мати Віолетти Берте, вважаючи, що захистить Віолетту від позашлюбної вагітності, заохочувала її гомосексуальні стосунки.
У 1927 році Віолетт познайомилася в кінотеатрі зі старшим на сім років Жаком Мерсьє. Жак Мерсьє постійно переслідував Віолетту. Любовний трикутник лежить в основі сюжету «Знищення», де Віолетта була персонажем «Тереза», Жак Мерсьє ― «Марк», а Деніз Хертжес ― «Сесіль». Відносини Віолетти з Деніз закінчилися в 1935 році. У 1939 році Віолетта вийшла заміж за Жака Мерсьє та їх шлюб був невдалим, і незабаром вони розлучилися. Згодом Віолетта виявила, що вагітна і зробила аборт, під час якого ледве не втратила життя.
У 1938 році вона познайомилася з Морісом Саксом (майбутнім автором книги «Sabbat»). В 1942 році він відвіз Віолетту в Нормандію. Там вона написала рукопис книги L'Asphyxie. Віолетта займалася в той час торгівлею на чорному ринку, що дозволило їй заробляти на життя. У 1944 р. Віолетта зустріла Сімону де Бовуар, а в 1945 р. подарувала копію рукопису книги L'Asphyxie. Її перший роман, L'Asphyxie (В тюрмі її шкіри), отримав похвали від Жана-Поля Сартра, Жана Кокто і Жана Жене. Дружба та любов Ледюк до Моріса Сакса детально описані в її автобіографії «La Bâtarde».
У 1955 р. Віолетта опублікувала свій роман «Спустошення з Галлімардом», але редактор цензурував перший розділ книги на сто п'ятдесят сторінок. У цьому розділі були описані сексуальні зустрічі Віолетти з однокласницею Ізабель П. Цензурована частина опублікована як окрема повість «Тереза та Ізабель» у 1966 році. Роман «Таксі» викликав суперечки через зображення інцесту між братом і сестрою. Критик Едіт Дж. Бенков порівняла цей роман з творчістю Наталі Сарро та Маргеріт Дюрас.
У 1964 році опублікована найвідоміша книга Ледюк, мемуари «La Bâtarde». Вона швидко стала бестселером і майже виграла Prix Goncourt. Потім Ледюк написала ще вісім книг, в тому числі La Folie en tête (Божевільний у гонитві) ― другу частину її літературної автобіографії.
У 1968 році Редлі Мецгер зняв фільм по роману Ледюк «Тереза та Ізабель». Фільм був комерційним фільмом про кохання підлітків-лесбійок, в якому зіграли Ессі Перссон та Анна Гаель.
Ледюк захворіла на рак молочної залози й померла після двох операцій у Фоконі, Воклюз у віці 65 років.
«Віолетта» ― французький біографічний драматичний фільм Мартіна Провост 2013 року про Ледюк.

## Список творів
- L'Asphyxie, 1946 (У в'язниці її шкіри, пер. Дерек Кольтман, 1970).
- L'affamée, 1948.
- Спустошення, 1955 рік.
- La vieille fille et le mort, 1958.
- Trésors à prendre, suivi de Les Boutons dorés, 1960.
- La Bâtarde, 1964 (La Bâtarde, пер. Дерек Кольтман, 1965).
- La Femme au petit renard, 1965 (Хутро леді та Маленької Лисиці).
- Тереза та Ізабель, 1966 (Терез та Ізабель, пер. Софі Льюїс, Феміністична преса, 2015 р. [16])
- La Folie en tête, 1970 (Mad in Pursuit, пер. Дерек Кольтман, 1971)
- Le Taxi, 1971 (The Taxi. Hart-Davis MacGibbon. 1973. ISBN 9780246105851. OCLC 561312438.)
- La Chasse à l'amour, 1973.